# Norberto Bocchi
Norberto Bocchi (Parma, 29 settembre 1961) è un giocatore di bridge italiano, vincitore di due Bermuda Bowl (campionato mondiale a squadre), di due Olimpiadi di Bridge e di sei Campionati Europei a squadre consecutivi con la nazionale italiana.
È fratello della nota giornalista e ex giocatrice di pallacanestro Mabel Bocchi. Bocchi vive a Barcellona e gioca stabilmente per il club Team Lavazza.
Norberto Bocchi, terminata la proficua partnership con Giorgio Duboin nel 2008, gioca dal 2010 con l'italo-argentino Agustin Madala, stella nascente del bridge mondiale e con il quale è tornato in nazionale vincendo l'europeo open dello stesso anno.

## Principali tornei di bridge vinti
- Bermuda Bowl: 2005, 2013
- World Team Olympiad: 2000, 2004
- European Teams Championships: 1997, 1999, 2001, 2002, 2004, 2006, 2010
- Rosenblum Cup: 2002
- World Masters Individual: 2004